# 朗贡灯台报春
朗贡灯台报春（学名：Primula prenantha sp. morsheadiana）为报春花科报春花属下的一个亚种。

## 扩展阅读
- 維基物種上的相關：朗贡灯台报春